# Burchaniwka (obwód mikołajowski)
Burchaniwka (ukr. Бурханівка) – wieś na Ukrainie, w obwodzie mikołajowskim, w rejonie basztańskim, w hromadzie Snihuriwka. W 2001 liczyła 283 mieszkańców, spośród których 272 wskazało jako ojczysty język ukraiński, 8 rosyjski, 2 mołdawski, a 1 białoruski.